# 阿维西
阿维西（法語：Avusy，法語發音：[avyzi]）是瑞士日内瓦州的一个市镇，位于罗讷河左岸，日内瓦市区的西南方。

## 历史
阿维西的名称最早于1302年见诸文献。历史上，阿维济曾是萨伏依的领土。1816年，根据《都灵条约》，萨伏依将包括阿维西在内的6个市镇割让给瑞士。

## 外部連結
- （法文）阿维济官方网站 （页面存档备份，存于）